# Black Mountain (pohoří)
Black Mountain (velšsky Y Mynydd Du) je pohoří ve středním a západním Walesu. Je to západní oblast národního parku Brecon Beacons. Nejvyšším vrcholem pohoří je Fan Brycheiniog (802,5 m n. m.). Pohoří se táhne přibližně od obce Ammanford na jihozápadě k vesnici Sennybridge na severovýchodě. Pohořím protéká několik řek, například Usk, Tawe a Loughor. Nachází se zde rovněž jezera, například Llyn y Fan Fach a Llyn y Fan Fawr. Ve východní části národního parku leží pohoří Black Mountains, které je s touto oblastí zaměňováno.